# Образование в Венесуэле
Образование в Венесуэле регулируется Министерством образования Венесуэлы. В 2010 году Венесуэла заняла 59-е место из 128 стран по индексу ЮНЕСКО «Образование для всех».
Девять лет обучения являются обязательными. Учебный год проходит с сентября по июнь-июль.
В рамках социальных программ Боливарианской революции ряд боливарианских миссий сосредоточены на образовании, в том числе Миссия Робинсон (начальное образование, включая грамотность), Миссия Рибас (среднее образование) и Миссия Сукре (высшее образование).

## Уровень образования в Венесуэле
Учитывая неблагоприятное экономическое положение в Венесуэле, уровень образования здесь очень высок. Более 93 % населения страны в возрасте от 14 лет и старше умеют писать и читать. Это обеспечивается прекрасно отлаженной системой, позволяющей получать знания с раннего возраста. В соответствии с законодательными актами страны, начальное образование здесь общеобязательное и бесплатное. Уровень грамотности в 2015 году составил 96,3 % взрослого населения (старше 15 лет): 96,4 % — среди мужчин, 96,2 % — среди женщин. Государственные расходы на образование составляют 6,9 % от ВВП страны, по состоянию на 2009 год (22-е место в мире). Средняя продолжительность получения образования составляет 14 лет (по состоянию на 2014 год).

## Этапы образования

### Дошкольное образование
Самых маленьких детей в возрасте младше четырёх лет родители могут определять в ясли, а в возрасте старше четырёх и до шести лет — в детские сады. По единому закону в яслях дети должны носить одинаковую форму жёлтого цвета, за что их называют желторубашечниками, а в детском саду — красного цвета, поэтому их называют краснорубашечниками. Когда ребёнку исполняется шесть лет, он должен поступить в начальную школу.

### Начальное и среднее образование
Начальную школу дети посещают в возрасте от шести до одиннадцати лет. Занятия проводятся в две смены — вечернюю и утреннюю. Занятия в утреннюю смену начинаются рано утром и заканчиваются в 13:30, а в вечернюю смену — с 12 до 18 часов. Все школьники в обязательном порядке должны носить школьную форму белого цвета, из-за чего их называют белорубашечники.
Однако многие дети не ходят в школу, так как вынуждены работать. Начальная школа включает классы с первого по шестой. В течение всего времени обучения здесь проходит изучение английского языка на начальном уровне. После окончания подобной школы выдаётся сертификат о получении базового образования. Президент страны Уго Чавес в 2009 году утвердил список литературы для лучшего понимания ценностей и идеалов социалистического строя; в список вошли такие авторы как Че Гевара, Карл Маркс, Симон Боливар и другие. Список является общеобязательным для изучения во всех школах.
Средняя школа включает классы с седьмого по девятый. В этой школе продолжается изучение английского языка в рамках учебной программы, а также вводятся новые предметы, например, алгебра. Именно на этом этапе школам предоставляется право выбора между католической религией и преподаванием этики. Среднюю школу дети обязаны посещать в формах синего цвета, и у них тоже есть свое прозвище — синерубашечники.
После окончания девяти классов наступает период образования, который называется отраслевым. В этот момент школьники должны выбрать между естественно-научным и гуманитарным образованием, которое они будут получать около двух лет. В зависимости от того, какой выбор сделает школьник, определяется список дисциплин, которые будут доступны для изучения. Такие школы ученики должны посещать только в формах бежевого цвета, и называют их бежеворубашечники. После окончания 11 классов, если школьник выбрал школу естественно-научного направления, ему присваивают степень бакалавра наук, а если гуманитарное направление, то получает степень бакалавра гуманитарных наук. Есть школы, которые дают и профессиональное образование. В этом случае после окончания школьникам присваивается степень Technician of the Sciences.

### Высшее образование
Получить его абитуриенты могут более чем в 85 высших учебных заведениях. Учится в них почти 860 000 студентов. Согласно основному закону высшее образование в стране является бесплатным. Поскольку более 70 % населения Венесуэлы принадлежат к малообеспеченной прослойке общества, с целью доступности высшего образования государством в 2003 году была создана Боливарианская университетская система.
Традиционно учреждения, предоставляющие высшее образование, подразделяются на университеты и техникумы (технические школы). После окончания технической школы студенту присваивают степень University Higher Technician, а после окончания трёхлетнего курса обучения ему присваивается степень Licentiate. Если студент учился пять лет в университете, то ему присваивают степень Engineer. В нескольких учебных заведениях студент может получить степень Diplomados, если время его обучения превышает пять лет.
В 2009 году государственные органы Венесуэлы приняли закон «О едином национальном экзамене при поступлении в университет». Единый экзамен заменил внутренние вступительные экзамены в университетах. Однако многие университеты продолжают работать по старой системе.
Одним из самых популярных университетов страны считается Боливарианский университет Венесуэлы, который был основан в 2003 году в рамках социальной программы по приказу президента Уго Чавеса. Основная цель программы — предоставить возможность получить абитуриентам из бедных слоёв общества бесплатное высшее образование.
В этом университете предлагаются следующие курсы для изучения:
- Arquitectura (архитектура)
- Gestion Ambiental (природопользование)
- Agroecología (агроэкология)
- Estudios Jurídicos (закон)
- Animacion (анимация)
- Educación (образование)
- Comunicación Social (социальные коммуникации)
- Medicina (медицина)
- Gestión Socialdel Desarrollo Local (социальное управление местного развития)
- Gestióndela Salud Pública (управление в сфере здравоохранения)
- Estudios Políticos y de Gobierno (политология)
- Informáticaparala Gestión Social (информационные технологии в интересах социального управления)